# Srokowo (stacja kolejowa)
Srokowo – dawna wąskotorowa stacja kolejowa w Srokowie, w województwie warmińsko-mazurskim, w Polsce.